# Ястребенська волость
Ястребенська волость — адміністративно-територіальна одиниця Сумського повіту Харківської губернії.

Найбільші поселення волості станом на 1914 рік:
- село Ястребене — 3537 мешканців;
- село Ободи — 2670 мешканців.

Старшиною волості був Гуленко Василь Дмитрович, волосним писарем — Могиленко Никіфор Степанович, головою волосного суду — Губенко Іван Юхимович.